# Parasada molybdocolpa
Parasada molybdocolpa là một loài bướm đêm trong họ Noctuidae.